# Makropory
Makropory – według IUPAC pory w ciele stałym o charakterystycznym wymiarze poprzecznym (średnica) w zakresie powyżej 50 nm (czasami średnica określana jest jako większa niż 100 nm). Podobnie jak w mniejszych porach, może w nich następować kondensacja kapilarna cząsteczek gazów (par), jednak efekt ten jest dużo słabszy niż w przypadku mezoporów. Makropory bada się za pomocą metod porozymetrii rtęciowej lub piknometrycznie.
Pory mniejsze niż makropory to mezopory i mikropory.